# Ananías de Damasco
Ananías de Damasco (en hebreo: חנניה‎ Hananiah, «el favorito de Dios»; en griego antiguo: Ἀνανίας) fue un discípulo de Jesús en Damasco que, según lo narrado en el libro de los Hechos, fue enviado por Dios para curar la ceguera de Pablo y bautizarlo.

## Biografía
Se tienen escasos datos sobre la vida de Ananías; es mencionado en dos sitios de Hechos de los Apóstoles, y por supuesto no puede ser confundido con el Ananías, marido de Safira, castigado ejemplarmente por haber mentido a los apóstoles en la puesta en común de sus bienes.
Ananías está estrechamente ligado a la historia de Pablo; es un dirigente de la Iglesia local de Damasco, del que en Hechos 22,12 se cuenta que era «hombre piadoso según la Ley, bien acreditado por todos los judíos que habitaban allí», porque, de acuerdo a F. F. Bruce, esto indica que no era uno de los refugiados de la persecución que comenzó en Jerusalén descrita en Hechos 8:1, y que es quien va a curarle de la ceguera con la imposición de manos, y bautizar al recién convertido Pablo.
Durante su conversión, Dios le pidió a Pablo que fuera a la ciudad y esperara. Luego se apareció a Ananías en una visión y le manda a ir a la calle que se llama Derecha, a la casa de Judas, y preguntar por un hombre de Tarso, llamado Pablo. Se sabe de sus dudas y vacilaciones sobre esta desconcertante orden divina de recibir en la Iglesia al perseguidor de los cristianos, dudas que Ananías expone al propio Dios con la sinceridad de un auténtico creyente, pequeño diálogo sobre el trato íntimo y familiar del creyente con Dios. Ananías fue entonces con Pablo y le puso sus manos. Unas escamas cayeron de los ojos de Pablo, recobró la vista y fue bautizado.
San Agustín afirma que Ananías era sacerdote, y en la tradición hagiográfica se lo señala como obispo de Damasco, y evangelizador de Eleuterópolis. Se lo identifica también con uno de los 70 discípulos mencionados por Lucas, y por lo tanto discípulo directo de Jesucristo.
Estaba predicando por los territorios de Siria cuando fue arrestado por el gobernador Licinio y condenado a muerte. Ananías murió lapidado en las afueras de Damasco, el día primero de octubre y su cuerpo fue trasladado a la ciudad por sus discípulos.

## Reliquias
Sus reliquias se conservan, desde antiguo, en San Pablo de Roma. En el siglo XIV, Carlos IV, Emperador de los Romanos y Rey de Bohemia, obtuvo la cabeza de Ananías, trasladándola a una iglesia de Praga.
La que fue su casa en Damasco se conserva y venera como la Capilla de San Ananías.